# 2e bataillon parachutiste de choc
Le 2e bataillon parachutiste de choc (2e BPC) est une ancienne unité parachutiste de l’Armée de terre française, active entre 1947 et 1951.

## Création et différentes dénominations
Le 1er octobre 1945, le 2e bataillon du 1er RICAP est créé à partir du 3e groupement de choc constitué pour sa part des 5e et 6e bataillons de choc issus respectivement des Commandos d'Afrique et des Commandos de Provence).
Le 6 janvier 1947, le 2e bataillon du 1er RICAP devient le 2e BPC au sein de la 42e demi-brigade de la 25e DAP.
Le 15 juillet 1948, le bataillon est dissous et le 2e BPC est créé à partir du 3e bataillon du 2e régiment de chasseurs parachutistes.
En 1951, le 2e BPC forme le 2e bataillon du 18e régiment d’infanterie parachutiste de choc qui donnera naissance au 18e RCP le 1er juin 1956.

## Traditions

### Insigne

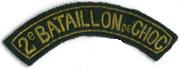
Insigne d’épaule du 2e bataillon de choc (1944/45)